# Кам'яномостівська волость
Кам'яномостівська волость — історична адміністративно-територіальна одиниця Ананьївського повіту Херсонської губернії.
Станом на 1886 рік складалася з 6 поселень, 6 сільських громад. Населення — 3192 особи (1595 чоловічої статі та 1597 — жіночої), 224 дворових господарства.
|                     | Площа, десятин | У тому числі орної, дес. |
| ------------------- | -------------- | ------------------------ |
| Сільських громад    | 4672           | 4128                     |
| Приватної власності | 10564          | 1960                     |
| Казенної власності  | —              | —                        |
| Іншої власності     | 135            | 60                       |
| Загалом             | 15371          | 6148                     |

Найбільші поселення волості:
- Кам'яний Міст — колишнє власницьке село при річці Кодима за 90 верст від повітового міста, 697 осіб, 140 дворів, православна церква, школа. За 10 верст — залізнична станція.
- Катеринівка — колишнє власницьке село при річці Кодима, 1230 осіб, православна церква, школа, 6 лавок.
- Степанівка — колишнє власницьке село, 476 осіб, 104 двори, школа.